# Wałerij Hoszkoderia
Wałerij Anatolijowycz Hoszkoderia, ukr. Валерій Анатолiйович Гошкодеря, ros. Валерий Анатольевич Гошкодеря, Walerij Anatoljewicz Goszkodieria (ur. 1 listopada 1959 w Switłowodsku, w obwodzie kirowohradzkim, zm. 13 marca 2013 w Doniecku) – ukraiński piłkarz, trener. Jego syn, Witalij jest obecnie piłkarzem Wołynia Łuck.

## Kariera piłkarska

### Kariera klubowa
Jest wychowankiem klubu Zirka Kirowohrad, w którym występował do 1980 roku. W 1981 roku przeszedł do Szachtara Donieck, jednakże już po jednym sezonie powołany służyć w wojsku do SKA Rostów nad Donem. Po dwóch latach powrócił do Doniecka i w barwach Szachtara występował aż do 1990 roku. W tym czasie w barwach klubu rozegrał 163 spotkania ligowe. W 1991 roku wyjechał do Polski i podpisał kontrakt z tamtejszą Stalą Stalowa Wola. Grał tam tylko przez rok, po czym podpisał kontrakt z Bałtykiem Gdynia i w klubie tym grał aż do 1995 roku. Latem 1995 powrócił do Ukrainy, gdzie po półtora roku gry w Szachtarze Makiejewka zakończył karierę.

## Kariera reprezentacyjna
W latach 1981–1982 występował w młodzieżowej reprezentacji ZSRR.

## Kariera trenerska
Po zakończeniu kariery piłkarskiej rozpoczął pracę trenerską. Pomagał trenować kluby Metałurh Donieck i SKA-Eniergija Chabarowsk.
13 marca 2013 tragicznie zmarł.

## Sukcesy i odznaczenia

### Sukcesy klubowe
- finalista Pucharu ZSRR: 1985, 1986
- zdobywca Pucharu Sezonu ZSRR: 1984

### Odznaczenia
- tytuł Mistrza Sportu ZSRR: 1984